# Houdini (Eminem)
Houdini is een nummer van de Amerikaanse rapper Eminem uit 2024. Het is de eerste single van zijn twaalfde studioalbum The Death of Slim Shady (Coup de Grâce).

## Achtergrondinformatie
De melodie van het nummer is gebaseerd op een sample uit Abracadabra van de Steve Miller Band, vandaar dat Steve Miller ook op de credits vermeld staat als schrijver. "Houdini" heeft, in tegenstelling tot veel van Eminems eerdere nummers, een vrij vrolijk geluid en er zijn videogamesynths in verwerkt.

### Tekst
In "Houdini" beweert Eminem dat zijn alter ego Slim Shady dood is. De titel verwijst daarom dan ook naar de goochelaar Harry Houdini, die op 52-jarige leeftijd overleed. Eminem wordt in oktober 2024 ook 52. In de tekst blikt Eminem terug op zijn carrière, met verwijzingen naar eerdere hits als Without Me, Just Lose It en My Name Is. Ook zitten er controversiële uitspraken in verwerkt die Eminem in het verleden heeft gedaan. Daarnaast verwijst ook de videoclip naar "Without Me", en zijn er gastrollen weggelegd voor Dr. Dre, Snoop Dogg en Pete Davidson.
In de tekst verwijst Eminem verder naar RuPaul, de Black Eyed Peas, en de seksschandalen rond R. Kelly. De tekst zorgde meteen voor opschudding. Zo verwijst Eminem naar het schietincident van Megan Thee Stallion door de ondertussen veroordeelde Tory Lanez uit 2020. Ook deelt hij een paar harde tikken uit aan de wokecultuur. Hij haalt teksten uit het begin van zijn carrière aan, die tegenwoordig als homofoob worden gezien. Zijn voormalige manager Paul Rosenberg wordt een "manlijke crossdresser" en een "fake ass bitch" genoemd.

### Hitsucces
"Houdini" leverde Eminem een enorme wereldhit op. Zo bereikte het de 2e positie in de Amerikaanse Billboard Hot 100, en was het in veel andere landen goed voor een nummer 1-notering. In de Nederlandse Top 40 bereikte het de 6e positie, terwijl het in de Vlaamse Ultratop 50 een plek lager kwam.

## Tracklijst
Muziekdownload
1. "Houdini" - 4:57